# Campeonato Mundial de Esgrima de 2017
O Campeonato Mundial de Esgrima de 2017 foi a 79ª edição do torneio organizado pela Federação Internacional de Esgrima (FIE). Os eventos foram disputados entre os dias 19 e 26 de julho na Arena Lípsia em Lípsia, Alemanha.

## Cronograma
| ● | Cerimônia de abertura | Q | Qualificação | ● | Finais | ● | Cerimônia de encerramento |

| Julho                     | Julho                     | 19  | 20  | 21  | 22  | 23  | 24  | 25  | 26  | Total |
| ------------------------- | ------------------------- | --- | --- | --- | --- | --- | --- | --- | --- | ----- |
| Cerimônias                | Cerimônias                |     |     | ●   |     |     |     |     | ●   |       |
| Florete individual        | Florete individual        | Fem | Mas | Fem |     | Mas |     |     |     | 2     |
| Espada individual         | Espada individual         | Mas | Fem |     | Mas | Fem |     |     |     | 2     |
| Sabre individual          | Sabre individual          | Mas | Fem | Mas | Fem |     |     |     |     | 2     |
| Florete por equipes       | Florete por equipes       |     |     |     |     |     | Fem |     | Mas | 2     |
| Espada por equipes        | Espada por equipes        |     |     |     |     |     |     | Mas | Fem | 2     |
| Sabre por equipes         | Sabre por equipes         |     |     |     |     |     | Mas | Fem |     | 2     |
| Total de Medalhas de Ouro | Total de Medalhas de Ouro | 0   | 0   | 2   | 2   | 2   | 2   | 2   | 2   | 12    |

## Resultados

### Masculino
| Eventos                        | Ouro                                                                        | Prata                                                                                        | Bronze                                                                   |
| Espada                         |                                                                             |                                                                                              |                                                                          |
| Espada individual (detalhes)   | Itália · Paolo Pizzo                                                        | Estónia · Nikolai Novosjolov                                                                 | Alemanha · Richard Schmidt Hungria · András Rédli                        |
| Espada por equipes (detalhes)  | França · Yannick Borel · Ronan Gustin · Daniel Jérent · Jean-Michel Lucenay | Suíça · Max Heinzer · Georg Kuhn · Michele Niggeler · Benjamin Steffen                       | Rússia · Nikita Glazkov · Anton Glebko · Sergey Khodos · Pavel Sukhov    |
| Florete                        |                                                                             |                                                                                              |                                                                          |
| Florete individual (detalhes)  | Rússia · Dmitry Zherebchenko                                                | Japão · Toshiya Saito                                                                        | Itália · Daniele Garozzo · Takahiro Shikine                              |
| Florete por equipes (detalhes) | Itália · Giorgio Avola · Andrea Cassarà · Alessio Foconi · Daniele Garozzo  | Estados Unidos · Miles Chamley-Watson · Race Imboden · Alexander Massialas · Gerek Meinhardt | França · Jérémy Cadot · Enzo Lefort · Erwann Le Péchoux · Julien Mertine |
| Sabre                          |                                                                             |                                                                                              |                                                                          |
| Sabre individual (detalhes)    | Hungria · András Szatmári                                                   | Coreia do Sul Gu Bon-gil                                                                     | Rússia · Kamil Ibragimov França · Vincent Anstett                        |
| Sabre por equipes (detalhes)   | Coreia do Sul Gu Bon-gil Kim Jun-ho Kim Jung-hwan Oh Sang-uk                | Hungria · Tamás Decsi · Csanád Gémesi · András Szatmári · Áron Szilágyi                      | Itália · Enrico Berrè · Dario Cavaliere · Luca Curatoli · Luigi Samele   |

### Feminino
| Eventos                        | Ouro                                                                         | Prata                                                                     | Bronze                                                                                   |
| Espada                         |                                                                              |                                                                           |                                                                                          |
| Espada individual (detalhes)   | Rússia · Tatyana Gudkova                                                     | Polónia · Ewa Nelip                                                       | Ucrânia · Olena Kryvytska Estónia · Julia Beljajeva                                      |
| Espada por equipes (detalhes)  | Estónia · Julia Beljajeva · Irina Embrich · Erika Kirpu · Kristina Kuusk     | China · Sun Yiwen · Sun Yujie · Xu Chengzi · Zhu Mingye                   | Polónia · Renata Knapik-Miazga · Ewa Nelip · Magdalena Piekarska · Barbara Rutz          |
| Florete                        |                                                                              |                                                                           |                                                                                          |
| Florete individual (detalhes)  | Rússia · Inna Deriglazova                                                    | Itália · Alice Volpi                                                      | Itália · Arianna Errigo França · Ysaora Thibus                                           |
| Florete por equipes (detalhes) | Itália · Martina Batini · Arianna Errigo · Camilla Mancini · Alice Volpi     | Estados Unidos · Lee Kiefer · Margaret Lu · Nzingha Prescod · Nicole Ross | Rússia · Inna Deriglazova · Anastasia Ivanova · Svetlana Tripapina · Adelina Zagidullina |
| Sabre                          |                                                                              |                                                                           |                                                                                          |
| Sabre individual (detalhes)    | Ucrânia · Olha Kharlan                                                       | Tunísia · Azza Besbes                                                     | Itália · Irene Vecchi França · Cécilia Berder                                            |
| Sabre por equipes (detalhes)   | Itália · Martina Criscio · Rossella Gregorio · Loreta Gulotta · Irene Vecchi | Coreia do Sul Hwang Seon-a Kim Ji-yeon Seo Ji-yeon Yoon Ji-su             | França · Cécilia Berder · Manon Brunet · Charlotte Lembach · Caroline Queroli            |

## Quadro de medalhas
País sede
| Ordem | País               | Medalha de ouro | Medalha de prata | Medalha de bronze |    |
| ----- | ------------------ | --------------- | ---------------- | ----------------- | -- |
| 1     | ITA Itália         | 4               | 1                | 4                 | 9  |
| 2     | RUS Rússia         | 3               |                  | 3                 | 6  |
| 3     | KOR Coreia do Sul  | 1               | 2                |                   | 3  |
| 4     | EST Estônia        | 1               | 1                | 1                 | 3  |
| 4     | HUN Hungria        | 1               | 1                | 1                 | 3  |
| 6     | FRA França         | 1               |                  | 5                 | 6  |
| 7     | UKR Ucrânia        | 1               |                  | 1                 | 2  |
| 8     | USA Estados Unidos |                 | 2                |                   | 2  |
| 9     | JPN Japão          |                 | 1                | 1                 | 2  |
| 9     | POL Polônia        |                 | 1                | 1                 | 2  |
| 11    | CHN China          |                 | 1                |                   | 1  |
| 11    | SUI Suíça          |                 | 1                |                   | 1  |
| 11    | TUN Tunísia        |                 | 1                |                   | 1  |
| 14    | GER Alemanha       |                 |                  | 1                 | 1  |
| TOTAL | TOTAL              | 12              | 12               | 18                | 42 |